# 第10軍 (日本陸軍)
第10軍為大日本帝國陸軍中之一軍。

## 建軍歷史
1937年10月20日編制成軍。以上海派遣軍之増援部隊投入淞滬會戰。以後，以中支那方面軍之轄下部隊投入南京战役。在占领南京后，受松井石根、朝香宫鸠彦和谷寿夫执使，与上海派遣军一起发动了南京大屠杀
1938年2月14日因上級部隊再編制之故而解除戰鬥序列。

## 軍概要
- 通稱號：無
- 編成時期：昭和12年10月14日
  - 戰鬥序列解除：昭和13年2月14日
- 最終位置：南京
- 上級部隊：至12月1日仍無上級部隊。以後歸屬於中支那方面軍

### 司令官
- 柳川平助中將：昭和12年10月14日 -

### 參謀長
- 田邊盛武：昭和12年10月20日 -

### 其他之職稱
第一課長
- 藤本鉄熊：昭和12年10月14日 -

第ニ課長
- 井上靖：昭和12年10月14日 -

第三課長
- 谷田勇：昭和12年10月14日 -

### 戰鬥序列解除時下轄部隊
- 第6師團
- 第18師團
- 第114師團
- 國崎支隊
  - 野戰重砲兵第6旅團

## 關連項目
- 軍事單位
- 大日本帝國陸軍師團列表

## 外部連結
- Wendel, Marcus. . Japanese 10th Army(第10軍 (日本陸軍)).   [2008-03-09]. （原始内容存档于2021-03-04）.
- 帝國陸軍～その制度と人事～
- 日本陸海軍事典
- 南京事件資料集